# Северо-Центральная область (Буркина-Фасо)
Се́веро-Центра́льная (фр. Centre-Nord) — область в центральной части Буркина-Фасо.
- Административный центр — город Кая.
- Площадь — 19 508 км², население — 1 203 073 человека (2006 год).

Действующий губернатор Северо-Центральной области — Фатимата Легма.

## География
На севере граничит с областью Сахель, на востоке — с Восточной областью, на юго-востоке — с Восточно-Центральной областью, на юге — с областью Центральное Плато, на западе — с Северной областью.

## Административное деление
В административном отношении Северо-Центральная область подразделяется на 3 провинции:
| Провинция  | Адм. центр | Население, чел. (2006) |
| ---------- | ---------- | ---------------------- |
| Бам        | Конгуси    | 277 092                |
| Наментенга | Булса      | 327 749                |
| Санматенга | Кая        | 598 232                |